# كيفن راندال
كيفن راندال (بالإنجليزية: Kevin Randall)‏ (20 أغسطس 1945 في المملكة المتحدة - 28 مارس 2019) هو مدرب كرة قدم ولاعب كرة قدم بريطاني في مركز الهجوم. لعب مع نادي بوري ونادي تشيسترفيلد ونادي يورك سيتي ونوتس كاونتي ونادي مانسفيلد تاون.

## وصلات خارجية
- كيفن راندال على موقع قاعدة بيانات كرة القدم.إي يو (الإنجليزية)
- كيفن راندال على موقع Soccerbase.com (مدرب) (الإنجليزية)